# Philipp Heinrich Zollmann
Philipp Heinrich Zollmann (* vor 1690; † 31. Dezember 1748 in London) war ein deutscher Kartograf und Wissenschaftler.

## Leben und Wirken

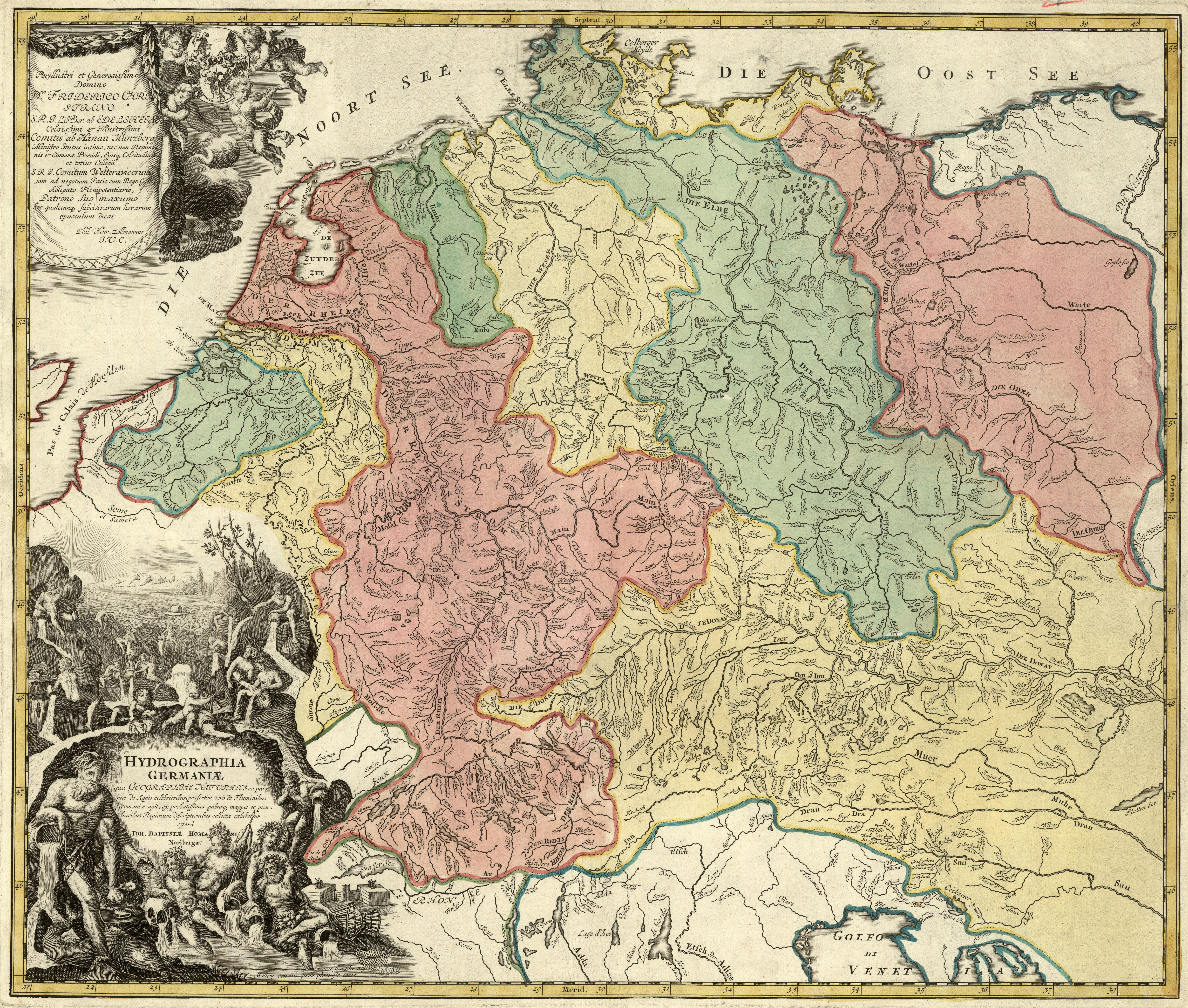
Hydrographia Germaniae

Philipp Heinrich war der zweitälteste Sohn des „fürstlich Sächsischen Geheimden Raths“ Johann Ludwig Zollmann und Maria Catharina geb. Musculus. Er studierte ab 1710 in Leipzig Jura und ging danach wohl auf Empfehlung von Leibniz, mit dem sein Vater in Briefwechsel stand, nach London in die Dienste des Barons von Bothmer.
Auf Empfehlung von Robert Walpole bewarb sich Zollmann um ein Amt bei der Royal Society in London und wurde im April 1723 wegen seiner Sprachkenntnisse in Latein, Englisch, Französisch, Holländisch, Italienisch und Spanisch zum Sekretär für fremdsprachige Korrespondenzen berufen. Am 22. Juni 1727 wurde er zum Mitglied (fellow)  der Gesellschaft gewählt und am 18. Januar 1728 offiziell aufgenommen. 1729/30 hielt er sich in Frankreich auf und sandte einen Bericht über Fossilien nach London. 1734 und 1744 wird Zollmann als königlich britischer Legationssekretär erwähnt.
Das berühmteste Werk Zollmanns ist die erste Gewässerkarte Deutschlands, die in dem Kartographischen Verlag von Johann Baptist Homann in Nürnberg 1712 herausgegebene Hydrographia Germaniae.
Seine Brüder Friedrich Zollmann und Johann Wilhelm Zollmann (1697–1749) waren ebenfalls Kartografen.